# Wattwiller
Wattwiller település Franciaországban, Haut-Rhin megyében. Lakosainak száma 1648 fő (2022. január 1.). Wattwiller Soultz-Haut-Rhin, Jungholtz, Berrwiller, Uffholtz, Willer-sur-Thur, Hartmannswiller és Wuenheim községekkel határos.

## Népesség
A település népessége az elmúlt években az alábbi módon változott:
| Lakosok száma | 1706 | 1656 | 1692 | 1634 | 1649 | 1663 | 1678 | 1668 | 1648 |
|               | 2013 | 2015 | 2016 | 2017 | 2018 | 2019 | 2020 | 2021 | 2022 |